# Пульпіт
Пульпіт — гостре або хронічне запалення судинно-нервового пучка зуба (пульпи) через проникнення в неї бактерій з каріозної порожнини зуба. Внаслідок запального процесу нервові закінчення, яких багато в пульпі, травмуються її збільшеним об'ємом і продуктами життєдіяльності бактерій (токсини), через що виникає гострий біль. З поширенням процесу на всю тканину пульпи і / або появою гною больові відчуття набувають характеру пульсації, особливо (що типово для дифузного пульпіту) посилюючись у нічний час з іррадіацією в різні відділи щелепно-лицевої ділянки. Як окремий випадок виділяється калькульозний пульпіт. Як такий, що виникає без бактерій, внаслідок механічної травми, нанесеної пульповими каменями (петрифікатами) та перебігає асептично. Також можливий пульпіт унаслідок потрапляння мікроорганізмів через кореневий канал з кістки, куди вони потрапили із сусіднього зуба, кисти, гайморової пазухи чи внаслідок сепсису. У такому випадку розвинеться пульпіт в зубі без карієсу.

## Класифікація
У сучасній стоматології розрізняють декілька класифікацій захворювань пульпи зуба:
За поширенням: вогнищевий, який характеризується початковими явищами захворювання, при якому больові явища тривають від 10 до 30 хвилин після подразнення. Дифузний пульпіт характеризується залученням у запальний процес всієї пульпи зуба. Больові явища після нанесення подразника тривають понад 30 хвилин. Часто буває нічний біль або біль без подразника. Можлива іррадіація болю у різні ділянки щелепи.
За перебігом поділяють на гострий, який у свою чергу буває серозним та гнійним. Різниця між якими виявляється наявністю гною в пульпарній камері зуба, а також в інтенсивності больових явищ. Хронічні пульпіти поділяють за перебігом хронічного процесу на фіброзний, що характеризується фіброзною дисплазією, тобто заміною тканин пульпи на сполучну тканину, що клінічно проявляється незначною кровоточивістю при зондуванні та безсимптомним перебігом. Гіпертрофічний, який проявляється у вигляді поширення пульпової тканини за межі порожнини зуба, а деколи й каріозної порожнини. Значною кровоточивістю при зондуванні та больовими явищами при дотику. Гангренозний, який фактично є гнилісним руйнуванням, гангреною пульпи зуба, з клінічно видимою відсутністю тканин пульпи, неприємним запахом та малосимптомним перебігом. І ще як окрему форму виділяють пульпіт, ускладнений перифокальним періодонтитом, що проявляється поширенням процесу в навколозубні тканини (періодонт) та кістки та болем при накушуванні на зуб.

## Лікування
Боротьба з болем домашніми засобами є малоефективною. Самолікування — неможливе. Деструктивний процес, що продовжується, руйнуючи перемичку між пульповою камерою і дном каріозної порожнини створює умови для вільного сполучення між ними й тим самим для безперешкодного відтоку гною від пульпи в каріозну порожнину, а потім у порожнину рота. З послабленням внутрішньопульпарного тиску на нервові закінчення біль стихає, даючи привід для помилкового уявлення про припинення захворювання. І легковажне відношення до долі зуба зазвичай є причиною виникнення, як ускладнення пульпіту, ускладнення — гострого періодонтиту. Тому безумовне звернення до стоматолога, навіть при зникненні болю, запобіжить його розвитку і підвищить шанси зберегти зуб.
Лікування пульпіту полягає у видаленні хворобливо зміненої пульпи, дезінфекції пульпарної камери, а також механічній і медикаментозній обробці каріозної порожнини, каналів кореня зуба і заповненні їх пломбувальним матеріалом.
Своєчасно і правильно лікований при пульпіті зуб може багато років виконувати своє призначення.